# Watkins Abbitt, Jr.
Watkins Moorman Abbitt, Jr. (Appomattox, Virginia, Estados Unidos, 20 de octubre de 1944) es un político estadounidense. Es un antiguo miembro de la Cámara de Delegados de Virginia.

## Biografía
Abbitt nació en Appomattox, Virginia. Asistió al Ferrum College en Ferrum, Virginia, y obtuvo una licenciatura en ciencias económicas en la Virginia Commonwealth University en Richmond, Virginia. Fue elegido para ocupar un asiento en la Cámara de Delegados de Virginia en 1985 y sirvió desde 1986 hasta su jubilación en 2012. No obtuvo una reelección en 2011 y fue sucedido por Matt Fariss.
Originalmente demócrata, cambió de ideología, pasando a ser independiente desde 2001. Hasta 2012, Abbitt representó el 59.º distrito en el Piedmont de Virginia, incluyendo cuatro condados y parte de otros tres.
Abbitt y su mujer Madeline Ganley residen en Appomattox, Virginia.
El padre de Abbitt, Watkins Abbitt, Sr., fue miembro de la Cámara de Representantes de los Estados Unidos desde 1948 hasta 1973.